# Global Standard Stratigraphic Age
Das Global Standard Stratigraphic Age (dt. in etwa „Globales stratigraphisches Standard-Alter“), abgekürzt GSSA, ist ein Konzept der Chronostratigraphie und Geochronologie. Es betrifft die Definition der Grenzen der Einheiten der Geologischen Zeitskala, findet bislang aber nur bei Einheiten des Präkambriums Anwendung. Im Gegensatz zu einem GSSP (Global Stratotype Section and Point) wird bei einem GSSA die Einheitengrenze nicht auf Grundlage eines Referenzprofils und der darin vorkommenden geologischen Marker (insbesondere Leitfossilien) und damit nicht unmittelbar auf Grundlage der geologischen Überlieferung festgelegt. Stattdessen wird für einen GSSA ein absolutes (d. h. numerisches) geologisches Alter festgesetzt.

## Konsequenzen aus dem Unterschied zwischen GSSP und GSSA
Bei Einheiten, deren Grenzen über GSSPs definiert sind (prinzipiell jeweils nur die Untergrenze, die Obergrenze ergibt sich aus der Untergrenze der nachfolgenden Einheit), ist das absolute geologische Alter einer Grenze das Ergebnis einer (meist indirekten) radiometrischen Datierung des entsprechenden Grenzmarkers. Deshalb ist es prinzipiell möglich, dass sich abhängig von der radiometrischen Datierungsmethode bzw. von der direkt datierten Schicht das absolute Alter einer solchen Grenze und damit die Dauer der betroffenen Einheiten ändert. Das relative Alter, das für die Schichtenkorrelation eine viel höhere Bedeutung hat als das absolute Alter, ist bei einem GSSP hingegen fix. Bei Einheiten, deren Grenzen über GSSAs definiert sind (ebenfalls lediglich immer nur die Untergrenze), bildet das absolute Alter als solches den „Grenzmarker“ und ist mithin fix. Ein relatives Alter existiert nicht, weil ein GSSA nicht an einen bestimmten Gesteinskörper gebunden ist.

## Geschichte
Die Entwicklung des GSSA-Konzeptes steht in engem Zusammenhang mit der differenzierteren Gliederung des Präkambriums, die in den 1970er und 1980er Jahren durch die Subcommission on Precambrian Stratigraphy der ICS erarbeitet wurde. Bis dahin wurde das Präkambrium („Kryptozoikum“) meist lediglich in die zwei Untereinheiten Archaikum („Archäozoikum“) und Proterozoikum gegliedert, mit jeweils unterschiedlicher Grenzziehung zwischen den beiden Einheiten.
Um eine weltweit einheitliche, möglichst natürliche (und folglich weithin akzeptable), aber auch möglichst differenzierte Gliederung des Präkambriums zu erreichen, wurden mithilfe radiometrischer Datierungen Alterstabellen für die Gesteine der wichtigsten präkambrischen Schilde erstellt und diese miteinander verglichen. Die Schild-übergreifenden zeitlichen Muster, die sich aus diesen Vergleichen ergaben, speziell die tektonischen Ruhephasen zwischen den Gebirgsbildungen (Faltengürtelbildungen), dienten schließlich als Grundlage für die chronometrische Definition der Einheitengrenzen. Die Mittelwerte der Altersdaten dieser Ruhephasen wurden dabei auf volle 50 oder 100 Millionen Jahre gerundet.:S. 300 Im Ergebnis wurde das Präkambrium schließlich allgemeinverbindlich in die Äonen Archaikum und Proterozoikum (mit Grenzziehung bei 2500 Mio. Jahren vor heute) und das Proterozoikum, wie es heute noch üblich ist, zusätzlich in drei Ären und 10 Perioden gegliedert.
Im Zuge eines bislang noch nicht umgesetzten Vorschlags zu seiner Neugliederung sollen auch fast alle Einheiten des Präkambriums über ein GSSP definiert werden. Als formell noch nicht in die geologische Zeitskala aufgenommene Einheit könnte das Anthropozän hingegen über ein GSSA (nämlich ein bestimmtes Jahr der westlichen Zeitrechnung) definiert werden.